# Municipio de Zacualpa
Municipio de Zacualpa är en kommun i Guatemala.   Den ligger i departementet Departamento del Quiché, i den centrala delen av landet, 60 km nordväst om huvudstaden Guatemala City.